# Vaina (bebida)
La vaina es un cóctel de la gastronomía chilena, compuesto principalmente por vino dulce añejo (tinto), coñac, licor de cacao,  huevo y espolvoreado con un poco de canela encima para decoración y dar sabor al trago.
Si bien en la coctelería los aperitivos suelen ser ácidos y ligeros, en los restaurantes chilenos la vaina se sirve antes de las comidas, a pesar de tratarse de una trago dulce y pesado por la clara de huevo.

## Etimología
Una anécdota confiere el origen del nombre de esta bebida a Andrés Bello (1781-1865). Ya residenciado en Santiago, el humanista solía frecuentar la Confitería Torres (fundada en 1879), donde preparaban este cóctel, cuyos ingredientes eran un vino añejo de la región, pisco, licor de crema, cacao y canela. El sabor del preparado le resultó muy grato: el cacao estimulaba reminiscencias a su infancia en Venezuela, los licores dulces a sus años europeos, y el pisco a su estadía chilena. Por tales razones, este trago se convirtió rápidamente en su favorito, y para pedir reposiciones del mismo recurre a una expresión cercana a la siguiente: «Mesonero, ¡tráigame usted otra vaina de ésas!». Bello solía ser tan frecuente y enfático que esta bebida recibió dicho nombre por asociación de ideas. Sin embargo, Andrés Bello murió en Santiago varios años antes de la fundación de la Confitería Torres, por lo que el relato sería apócrifo.

## Variaciones
Existen variaciones en los ingredientes y medidas para la receta, por ejemplo, en algunas se emplea  coñac en vez de vermú, con otros agregados como licor de cacao o azúcar flor. También hay recetas que recomiendan usar jerez u oporto para el vino dulce. Sin embargo, la mayoría de las recetas siempre recomiendan que esta bebida sea servida fría y en una copa de sour.